# Bill Henderson
Bill Henderson (* 6. listopadu 1944 Vancouver, Britská Kolumbie, Kanada) je kanadský kytarista, zpěvák a hudební skladatel. V šedesátých letech byl členem skupiny The Collectors, počátkem sedmdesátých založil skupinu Chilliwack, se kterou s přestávkami hraje dodnes. V době kdy skupina neexistovala hrál se superskupinou UHF a nahrál s ní dvě alba. Jeho dcery Saffron Henderson (* 1965) a Camille Henderson (* 1970) jsou také zpěvačky.

## Diskografie
The Collectors
- 1967 – The Collectors
- 1968 – Grass & Wild Strawberries

Chilliwack
- 1970 – Chilliwack
- 1971 – Chilliwack
- 1972 – All Over You
- 1974 – Riding High
- 1975 – Rockerbox
- 1977 – Dreams, Dreams, Dreams
- 1978 – Lights from the Valley
- 1980 – Breakdown in Paradise
- 1981 – Wanna Be a Star]'
- 1982 – Opus X
- 1983 – Segue
- 1984 – Look In Look Out
- 1994 – Greatest Hits
- 2003 – There and Back - Live

UHF
- 1990 – UHF
- 1994 – UHF II